# Masaji Kiyokawa
Masaji Kiyokawa (清川正二?, Kiyokawa Masaji; Toyohashi, 11 febbraio 1913 – Tokyo, 13 aprile 1999) è stato un nuotatore giapponese.

## Carriera
Specializzato nel dorso ha vinto la medaglia d'oro nei 100 m ai Giochi olimpici di Los Angeles 1932 e il bronzo, sempre nei 100 m dorso, a Berlino 1936.
È diventato uno dei Membri dell'International Swimming Hall of Fame.

## Palmarès
- Olimpiadi
  - Los Angeles 1932: oro nei 100 m dorso.
  - Berlino 1936: bronzo nei 100 m dorso.